# Sybrand van Hulst
Sybrand Jan van Hulst (Singapore, 28 november 1947) was van 1991 tot 1997 korpschef van de politieregio Hollands Midden en van 1997 tot 2007 hoofd van de Binnenlandse Veiligheidsdienst (BVD) en de Algemene Inlichtingen- en Veiligheidsdienst (AIVD).

## Loopbaan bij de politie
Sybrand van Hulst werd geboren in Singapore en kwam in 1953 met zijn ouders naar Nederland, waar hij opgroeide in Monster en Rijswijk. Zijn vader was politie-commissaris geweest in Nederlands-Indië en werd in Nederland uiteindelijk de tweede man bij de Inlichtingendienst Buitenland (IDB). Sybrand van Hulst bezocht de HBS-B en ging in 1966 naar de Nederlandse Politie Academie, waar hij in 1969 afstudeerde.
Van Hulst ging werken bij de Rijkspolitie, waar hij de in zijn ogen al te bureaucratische structuren en procedures wilde hervormen. In de jaren tachtig werd hij door Arthur Docters van Leeuwen, destijds nog ambtenaar op het Ministerie van Binnenlandse Zaken, gevraagd om lid te worden van een commissie die bezuinigingen bij de politie moest onderzoeken. Daarnaast studeerde Van Hulst Business Administration aan de Universiteit Nyenrode, waar hij in 1991 zijn mastertitel behaalde.
In 1991 werd Sybrand van Hulst benoemd tot korpschef van de politieregio Hollands Midden en sinds 1996 was hij tevens voorzitter van de Raad van Hoofdcommissarissen. Toen na de IRT-affaire in 1993 de Haarlemse korpschef Ries Straver een andere functie moest krijgen, werd Van Hulst door de ministers Hans Dijkstal en Winnie Sorgdrager verzocht plaats te maken als korpschef van Hollands Midden, zodat Straver op die post kon worden gezet. Voor Van Hulst werd een nieuwe functie gezocht, maar noch hoofd van het Korps landelijke politiediensten, noch korpschef van de regio Rotterdam-Rijnmond waren voor hem beschikbaar.

## Hoofd van de BVD en de AIVD

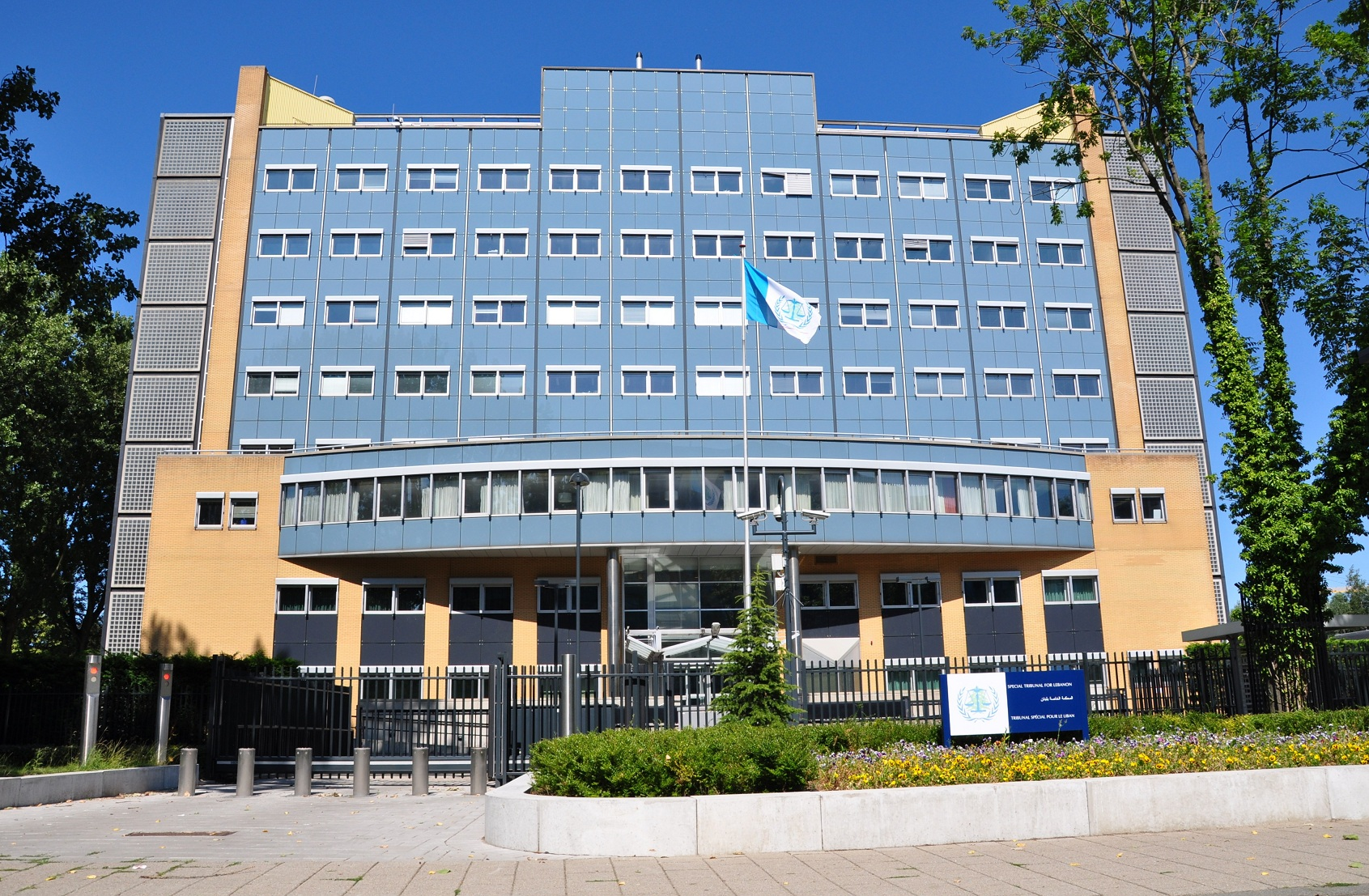
Het gebouw in Leidschendam, waar sinds 1993 de BVD en tot eind 2007 de AIVD gevestigd was. Tegenwoordig fungeert het als zetel van het Libanontribunaal.

Van Hulst werd vervolgens door minister van Binnenlandse Zaken Hans Dijkstal gevraagd om Nico Buis op te volgen als hoofd van de Binnenlandse Veiligheidsdienst BVD, waar hij per 1 september 1997 aan de slag ging. Na de ingrijpende reorganisaties onder zijn voorgangers Docters van Leeuwen en Buis, voer Van Hulst een meer evenwichtige koers en liet hij meer ruimte voor de eigen verantwoordelijkheid van de medewerkers.
Samen met minister van Binnenlandse Zaken Klaas de Vries wist Van Hulst brede politieke steun te verwerven voor de nieuwe Wet op de inlichtingen- en veiligheidsdiensten 2002, waarbij de BVD de buitenlandse inlichtingentaak van de in 1994 opgeheven Inlichtingendienst Buitenland IDB erbij kreeg en daartoe per 1 mei 2002 werd omgevormd tot de Algemene Inlichtingen- en Veiligheidsdienst AIVD.
Als hoofd van de BVD en de AIVD werd Sybrand van Hulst geconfronteerd met enkele ingrijpende gebeurtenissen, zoals in 2002 de moord op Pim Fortuyn en in 2004 de moord op Theo van Gogh, die de dienst beide niet had weten te voorkomen. Daarnaast ontstond veel ophef over het onderzoek dat de BVD in het jaar 2000 uitvoerde naar Edwin de Roy van Zuydewijn, de partner van prinses Margarita en in 2003 naar Mabel Wisse Smit, de toekomstige echtgenote van Prins Friso, kwesties die dermate veel Van Hulst vergden, dat hij zich enkele maanden ziek moest melden.
Na de aanslagen op 11 september 2001 werd het jihadistisch terrorisme het belangrijkste aandachtspunt van de dienst en na de aanslagen in Madrid op 11 maart 2004 werd vanuit de AIVD de Contra-terrorisme Infobox CT-Infobox opgezet, waarmee relevante informatie kan worden uitgewisseld met partijen als de politie, de FIOD, de IND en de MIVD. Met de eveneens in 2004 ingestelde Nationaal Coördinator Terrorismebestrijding NCTb kon de overigens als aimabel bekend staande Van Hulst het niet goed vinden, net zomin als met de hoofden van de Militaire Inlichtingen- en Veiligheidsdienst MIVD. Van Hulst was binnen de Europese Club van Bern in 2001 een van de oprichters van de Counter Terrorism Group CTG.
Van Hulst zag ook in hoe belangrijk nieuwsvoorlichting voor de geheime dienst was. Hij gaf zodoende voortaan zelf, in plaats van de minister van Binnenlandse Zaken, de persconferentie bij de presentatie van het jaarverslag van de dienst en liet sinds 1998 ook openbare rapporten uitbrengen over thema's als terrorisme en radicalisering, wat bij externe partijen aanvankelijk niet in heel goede aarde viel.
Van Hulst was het eerste diensthoofd dat twee termijnen vervulde en in die 10 jaar groeide de dienst van zo'n 500 naar bijna 1500 medewerkers en van een "noodzakelijk kwaad" naar een "gerespecteerde veiligheidsorganisatie", maar op hem persoonlijk had deze periode een zware wissel getrokken. Hij deed het, nadat hij in december 2007 door Gerard Bouman was opgevolgd, eerst rustig aan, maar werd in 2009 toch voorzitter van de VACO, de bedrijfstakorganisatie van de banden- en wielenbranche.